# Пјетретаљијате (Трапани)
Пјетретаљијате је насеље у Италији у округу Трапани, региону Сицилија.
Према процени из 2011. у насељу је живело 162 становника. Насеље се налази на надморској висини од 30 м.